# 密什科茲木質教堂

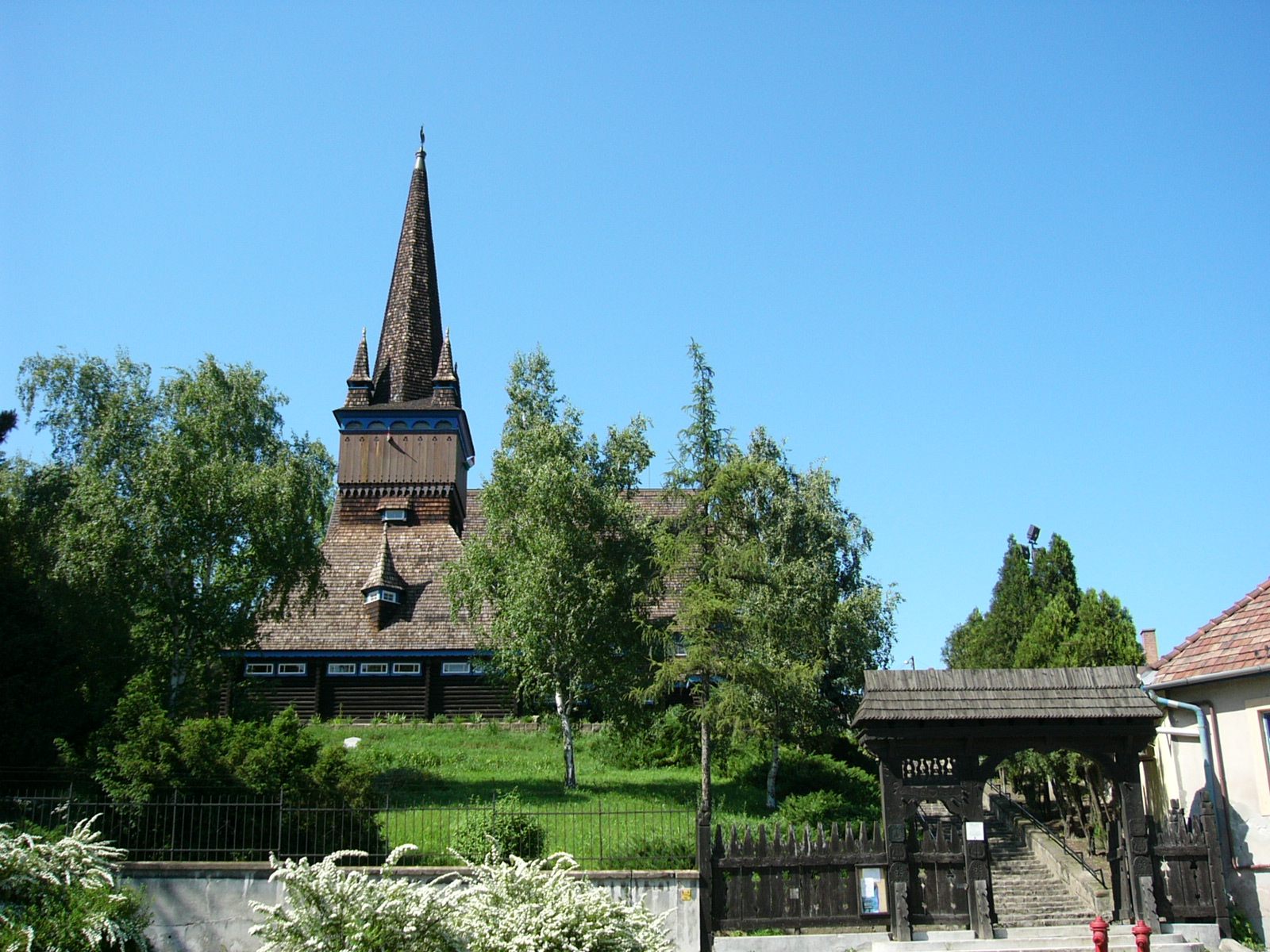
该教堂的照片

木質教堂（匈牙利語：Deszkatemplom）是位於匈牙利密什科茲的一座教堂，教堂由木材建築而成。現在的教堂修建於1999年，以取代在1997年被燒毀的之前的教堂。在1637年時這裡就已經有教堂。第一座木質教堂則修建於1938年，但在1997年被縱火燒毀。現在的教堂幾乎復原了之前的教堂。

## 外部連結
维基共享资源上的相關多媒體資源：密什科茲木質教堂
- A picture of the old church (1937–1997)
- Two pictures of the rebuilt church